# Ligne 147 (Infrabel)
La ligne 147 (Tamines) / Auvelais - Fleurus - Gembloux - Landen relie le bassin charbonnier de la Basse Sambre à la Hesbaye où elle forme, avec la ligne 142, la « croix de Hesbaye » autour du nœud de Ramillies.
Cette ligne secondaire fut établie à voie unique par la Compagnie du Chemin de Fer de Tamines à Landen (qui fut rapidement nationalisée) et mise à double voie au début du siècle dernier : section Tamines - Sombreffe en 1909; le reste de la ligne en 1926. La vitesse de référence était de 70 km/h.
Le déclin des mines de charbon et du flux de travailleurs associés, la faiblesse du tissu industriel en Hesbaye et la montée en puissance du transport par route provoquera la fermeture de la ligne au trafic voyageur et de transit dans les années 1960. Elle passe alors en exploitation simplifiée (vitesse limitée à 40 km/h, desserte de cabotage des quelques raccordés - souvent un seul - subsistant). La section de Gembloux à Perwez sera exploitée jusqu'en 1971; celle de Landen à Orp-le-Grand jusqu'en 1981.
L'extrémité sud, entre Fleurus et Auvelais (à la place de Tamines), rouvrira le 11 juin 2001 comme maillon du corridor fret Nord-Sud Sibelit qui relie les ports de la mer du Nord au Sud de l'Europe (Lyon, Bâle, Turin).

## Historique
- En 1845, Charles Rogier - héros de l'indépendance et ministre de la jeune Belgique - planifie le déploiement d'un réseau de chemin de fer secondaire. La « croix de Hesbaye » y est inscrite et en 1854, la concession pour la construction et l'exploitation est acquise par la Compagnie du Grand Luxembourg. Celle-ci rencontre toutefois des difficultés financières et ne pourra honorer ce contrat.
- En 1862, la Compagnie du Chemin de Fer de Tamines à Landen est constituée et commence la construction de la ligne dont elle porte le nom (ainsi qu'ensuite la  ligne 142).
- L'inauguration a lieu en 1865 entre Landen (raccordée à la L 36 depuis 1837) et Fleurus (raccordée à la L 140 depuis 1855) via Gembloux (raccordée à la L 161 depuis 1855).
- La ligne est exploitée par la « Société anonyme d'exploitation » puis, en 1866 par la « Société générale d'exploitation » jusqu'en 1871, date à laquelle la compagnie de l’État en reprend le contrôle.
- En 1868, la ligne est prolongée vers Tamines (raccordée à la L 130 depuis 1843) grâce à l'intégration de la « Compagnie des bassins houillers du Hainaut » qui développera dans la région un réseau très dense de lignes ferrées.
- Entre 1909 et 1926, on inaugure par phase le dédoublement de la voie : d'abord entre Fleurus et Sombreffe. Les travaux préparatoires entre Ramillies et Gembloux seront interrompus par la Première Guerre Mondiale. Ils reprendront en 1924 pour une mise en service sur toute la longueur en 1926. L'augmentation du trafic est liée à un double flux de transit entre la Basse Sambre et le port d'Anvers en contournant Bruxelles d'une part, et entre l'Allemagne et la France pour acheminer les dédommagements de guerre d'autre part. Cette orientation selon l'axe de progression des armées sera également utilisé par les deux camps durant le second conflit mondial.
- En 1948, la ligne est remise à voie unique (1965 pour le tronçon Fleurus - Tamines) après la disparition du trafic de transit.
- Malgré l'utilisation d'autorails moins coûteux à exploiter, l'offre voyageur est transférée à la route entre 1959 et 1961. Seules les sections utilisées par des trains de fret locaux subsistent en exploitation simplifiée.
- La desserte marchandise subsistante est organisée depuis les gares d'extrémité. Orp - Landen et Gembloux - Sombreffe ne voient plus passer le moindre train dès 1960, suivi de Orp - Perwez en 1963 et le reste de la ligne dans les années 1980.
- La ligne est conservée à des fins stratégiques jusqu'en 1989 où les sections Sombreffe - Landen et Fleurus - Tamines sont finalement déferrée. La SNCB maintient le court tronçon Fleurus - Sombreffe avec l'espoir d'y desservir un raccordé. Le reste du tracé est aménagé en voie lente (RAVeL) jusqu'à la frontière linguistique (Racour).
- L'avènement du container, la mondialisation des échanges de biens et l'engorgement des infrastructures routières motivent l'Europe à promouvoir le transport par rail en initiant une politique de corridors fret. L'un d'entre eux relie les ports de la mer du Nord au Sud de l'Europe. Ces corridors doivent, autant que possible, être découplés des principales lignes du trafic voyageur. Les lignes  139 et 140, déjà opérationnelles, sont retenues pour relier les gares de triages de Muizen (près de Malines) et de Ronet (près de Namur). La réouverture du tronçon Sud de la ligne 147, entre Fleurus et Auvelais (à proximité de Tamines sur la ligne 130, mais raccordé en direction de Namur et non de Charleroi) est nécessaire pour rejoindre Ronet. Actuellement, seule une voie a été reposée en 2001 et est utilisée quasi exclusivement dans le sens Fleurus - Auvelais, bien que la signalisation permettent la circulation dans les deux sens. L'infrastructure a été rénovée afin de pouvoir rapidement poser la seconde voie si nécessaire.

## Les ouvrages d'art
La ligne ne croisait initialement aucun obstacle naturel majeur. La courbe reposée en 2001 entre Moignelée et Auvelais ne pouvait être réalisée entièrement sur la même rive de la Sambre, et un pont a donc été posé à l'entrée de la gare d'Auvelais.

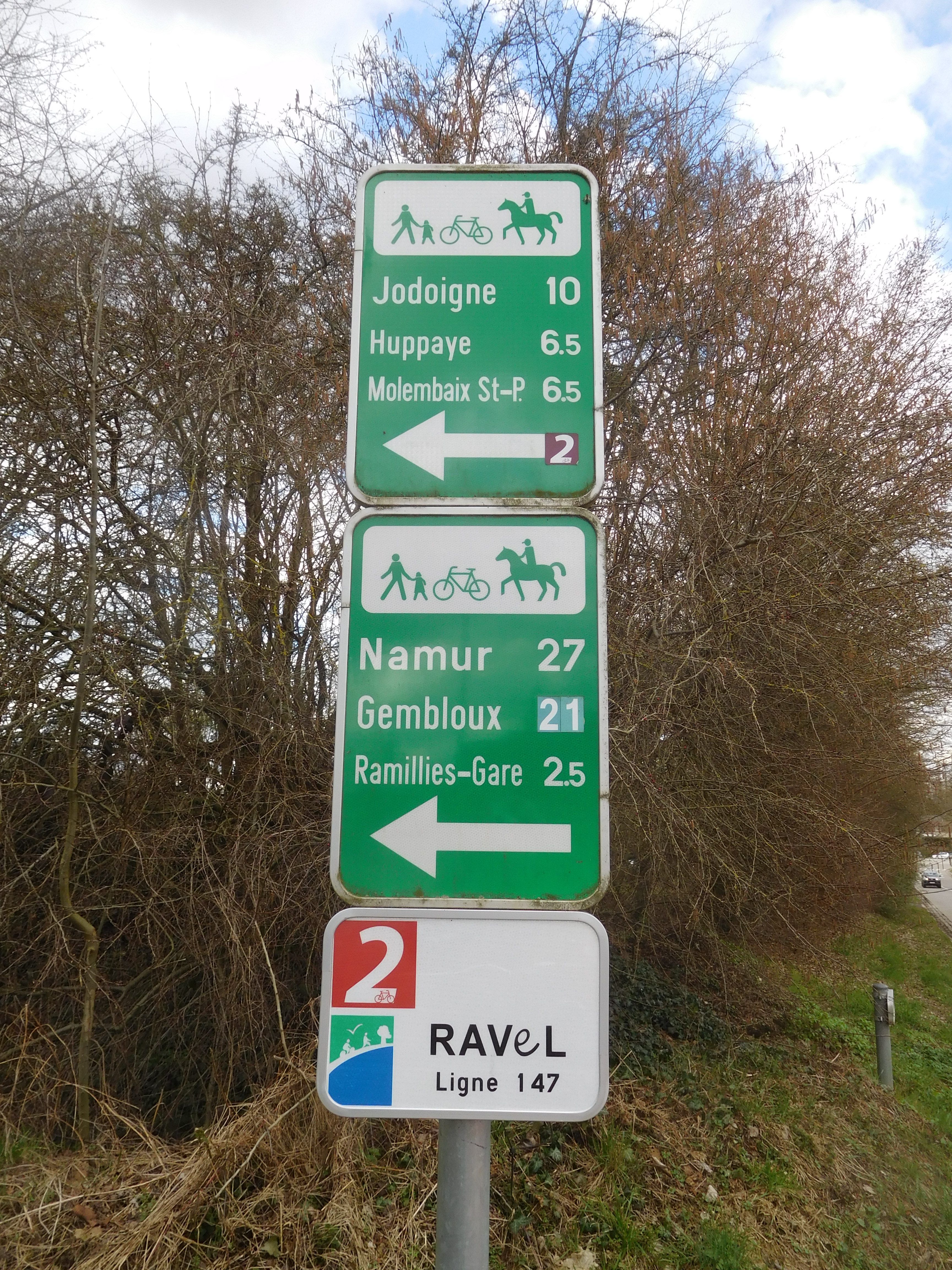
Le RAVeL qui passe à Autre-Église suit la Ligne 147

## Utilisation
Aujourd'hui, la quasi-totalité de la ligne (entre Landen et Gembloux) est réservée aux utilisateurs non motorisés (RAVeL). Comme évoqué plus haut, le tronçon Fleurus - Auvelais voit passer un important trafic de transit marchandise. Aucune desserte voyageur n'est organisée sur ces 8 km, hormis exceptionnellement lorsque l'IC Luxembourg-Namur-Bruxelles est dévié par ce tronçon entre le 13/02/2021 et le 21/02/2021 à cause de travaux entre Gembloux et Ottignies ainsi qu'entre le 19/07/2021 et le 09/08/2021 à la suite des inondations.

## Desserte voyageur
La ligne de bus 77 du TEC Namur-Luxembourg remplace le trafic voyageur sur cette ligne entre Tamines et Gembloux (via Fleurus, Ligny & Sombreffe).
La ligne de bus E83 du TEC Namur-Luxembourg remplace le trafic voyageur sur cette ligne entre Fleurus et Gembloux (via Ligny & Sombreffe). La ligne E85 quant à elle relie Tamines à Gembloux via Jemeppe et Spy.
La ligne de bus 148 du TEC Brabant Wallon remplace le trafic voyageur sur cette ligne entre Gembloux et Landen (via Perwez, Ramillies & Orp).